# ویلموش واریو
ویلموش واریو (مجاری: Varjú Vilmos؛ ۱۰ ژوئن ۱۹۳۷ – ۱۷ فوریهٔ ۱۹۹۴) ورزشکار دو و میدانی اهل مجارستان بود.